# Igreja de Nossa Senhora da Consolação (São Paulo)
A Paróquia Nossa Senhora da Consolação é uma igreja católica localizada no bairro da Consolação na cidade brasileira de São Paulo. Tem como padroeira Nossa Senhora da Consolação e co-padroeiro São João Batista. 
O templo atual foi construído entre 1909 e 1959, com projeto do engenheiro alemão Maximilian Emil Hehl, no local da primitiva igreja erigida em 1799 e modificada ao longo do século XIX.
Além das tarefas religiosas, a Irmandade da Consolação, criada na paróquia, foi responsável pelo cuidado dos doentes da capital. Abrigou em sua edificação reuniões de militantes contra a ditadura e acolher dos familiares de desaparecidos políticos ou como local de refúgio durante as investidas violentas da polícia.
O interior da igreja contem vitrais trabalhados em cor feitos de chumbo e vidro, que são iluminados por meio do lustre central de cinco metros de diâmetro, realizado por ferro batido.

## História
A Igreja foi formada entre 1 e 2 de setembro de 1798 e edificada em 1799 no antigo Caminho dos Pinheiros, hoje Rua da Consolação, com ajuda de esmolas dos devotos à Nossa Senhora da Consolação e com o aval do bispo diocesano Dom Mateus de Abreu Pereira conseguiram dar início à sua construção, com a técnica de taipa, bastante comum na época. O registro mais antigo de sua construção é um documento transcrito por Jacinto Ribeiro, em que atribui a idealização do templo ao fiel Luiz da Silva e seus irmãos. Localizada em uma região pantanosa e esburacada há outro documento comprovando a antiga existência da Igreja: no dia 23 de novembro de 1803 foi registrado um ofício que mostrava a necessidade de água potável para os moradores do bairro "Nossa Senhora da Consolação". Tendo em vista o então costume de batizar o bairro com nomes religiosos, principalmente relacionados com santuários, a Igreja além de já existir correspondia a uma peça importante para o funcionamento da região. E, no ano de 1810, uma planta da cidade de São Paulo figurava a capela.
Enquanto a maior parte das pequenas Igrejas da época eram subordinadas a Sé, a Nossa Senhora da Consolação foi subordinada a Igreja da Santa Ifigênia. A crescente importância do bairro em termos populacionais, na segunda metade do século XIX, a região da Consolação contava com uma população de 3.577 habitantes, e a referência religiosa da Igreja; em 1840 foi modificada pela primeira vez desde a construção original. As reforças tinham como intuito ampliar o espaço para acomodar melhor seus devotos. O templo adquiriu cinco janelas, duas torres, a porta principal, duas laterais, duas entradas laterais, largas escadas de acesso e uma nova fachada, no estilo colonial.
Nessa época, a imagem esculpida em madeira da padroeira Nossa Senhora da Consolação foi transferida para a Igreja Pátio do Colégio. A origem da escultura é desconhecida, a versão mais aceita é a história de um padre agostiniano, que estava de viagem para Sorocaba e parou na capela para celebrar a missa, deixando a Nossa Senhora sobre o altar para mostrar sua devoção. Hoje a imagem encontra-se no Museu de Arte Sacra de São Paulo.
Logo depois, foi fundada a Irmandade de Nossa Senhora da Consolação e São João Batista para cuidar do culto do templo e dos enfermos da capital. A Irmandade da Consolação ao longo desses 200 anos de atuação no bairro além do amparo espiritual de seus fiéis, atuou junto à comunidade recebendo em sua edificação partes da população em situações de dificuldade. Nas epidemias da doença de Hansen e da cólera, a Irmandade abrigou e tratou as vítimas em 30 leitos improvisados no pátio da Igreja. Em pouco tempo a Igreja da Consolação teve suas atividades reconhecidas pela Santa Casa de Misericórdia, e ganhou o direito de tratar os morféticos em seus leitos.
A partir desse episódio de epidemias, a Câmara Municipal retomou o debate sobre a construção de um cemitério público, o Cemitério da Consolação. A medida era para evitar o sepultamento dos corpos no interior das igrejas, como era comum na época. A prática que já era condenada pelos higienistas desde o final do século XVIII, se intensificou após o alastramento de doenças no começo do século.
Devido à performance da Igreja no zelo pelos enfermos, foi elevada a condição de Paróquia e passou a ser matriz com poder sobre outras capelas da cidade, como as igrejas da Santa Cruz das Perdizes, de Santa Cecília, do Divino Espírito Santo, no Bela Vista, e de Nossa Senhora do Monte Serrat, em Pinheiros.
Na década de 1870 a um dia pantanosa região da Consolação passou a ser um distrito arborizado e rodeado com casarões da elite paulistana. Nesse período a cidade passava por uma intensificação urbanística que afetou muito o movimento da Igreja. Em 1891, a Avenida Paulista se consolida e alavanca a importância da região, que agora está na parte central da cidade. Ruas, avenidas, alamedas e largos começam a serem construídos para estabelecer bairros nobres como o Higienópolis e o Pacaembu. O cenário de edificações inspiradas na estética europeia, junto ao desejo de renovação e progresso, inserido no contexto de urbanização da cidade, tornou a Igreja construída com taipas obsoleta. Assim, foi demolida em 1907 para dar espaço à uma nova construção. Outro motivo para a nova Igreja era para abrigar mais fiéis, a antiga edificação ficou apertada. O terreno ao redor pertencia à Dona Veridiana da Silva Prado e foi comprado por 40 contos de réis. Tinha 35 metros de frente por 32 metros de fundos. Os lados mediam 42 e 50 metros.

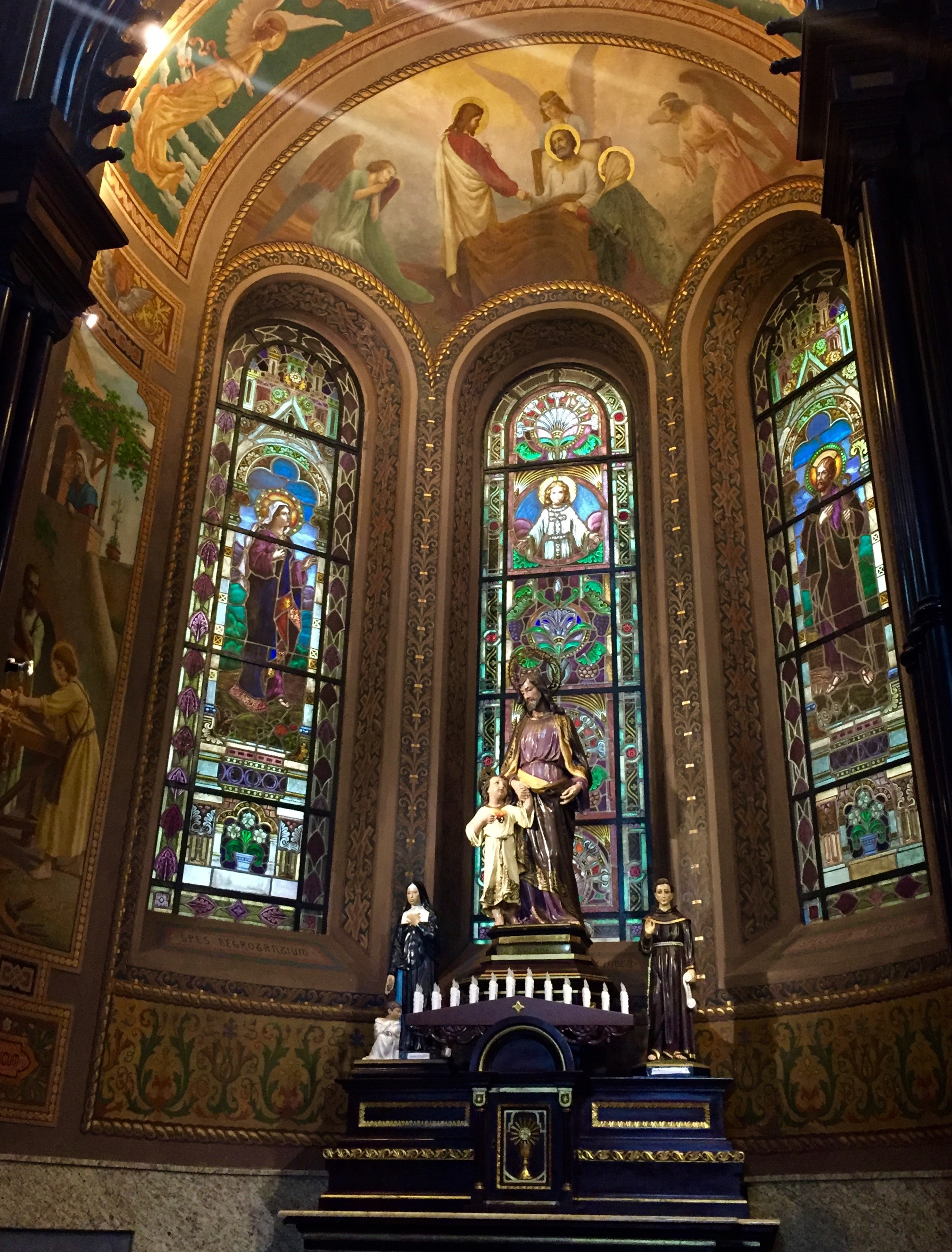
Altar a São José, decorado com vitrais baseados em passagens da bíblia.

O novo projeto foi assinado pelo engenheiro alemão Maximilian Emil Hehl em 1909. A Igreja demorou décadas para ser construída. A torre só foi finalizada em 1959, porque o Estado de São Paulo passava por uma grave crise financeira, principalmente devido ao declínio da economia cafeeira e a elite paulistana parou de fazer doações para obras de caridade. A dificuldade econômica refletiu no funcionamento da Igreja enquanto era construída, o Monsenhor Francisco Bastos assumiu o comando da Igreja depois de vários padres desistirem. Ele dedicou-se a dinamizar a vida religiosa e espiritual da Paróquia, para a partir da espiritualidade conseguir dinheiro para sua finalização. Quando assumiu a paróquia, em 1922, Monsenhor Bastos encontrou-a "apenas com o telhado, as paredes nuas, o piso de tijolo e uma dívida de mil contos de réis, quantia astronômica naquela época."

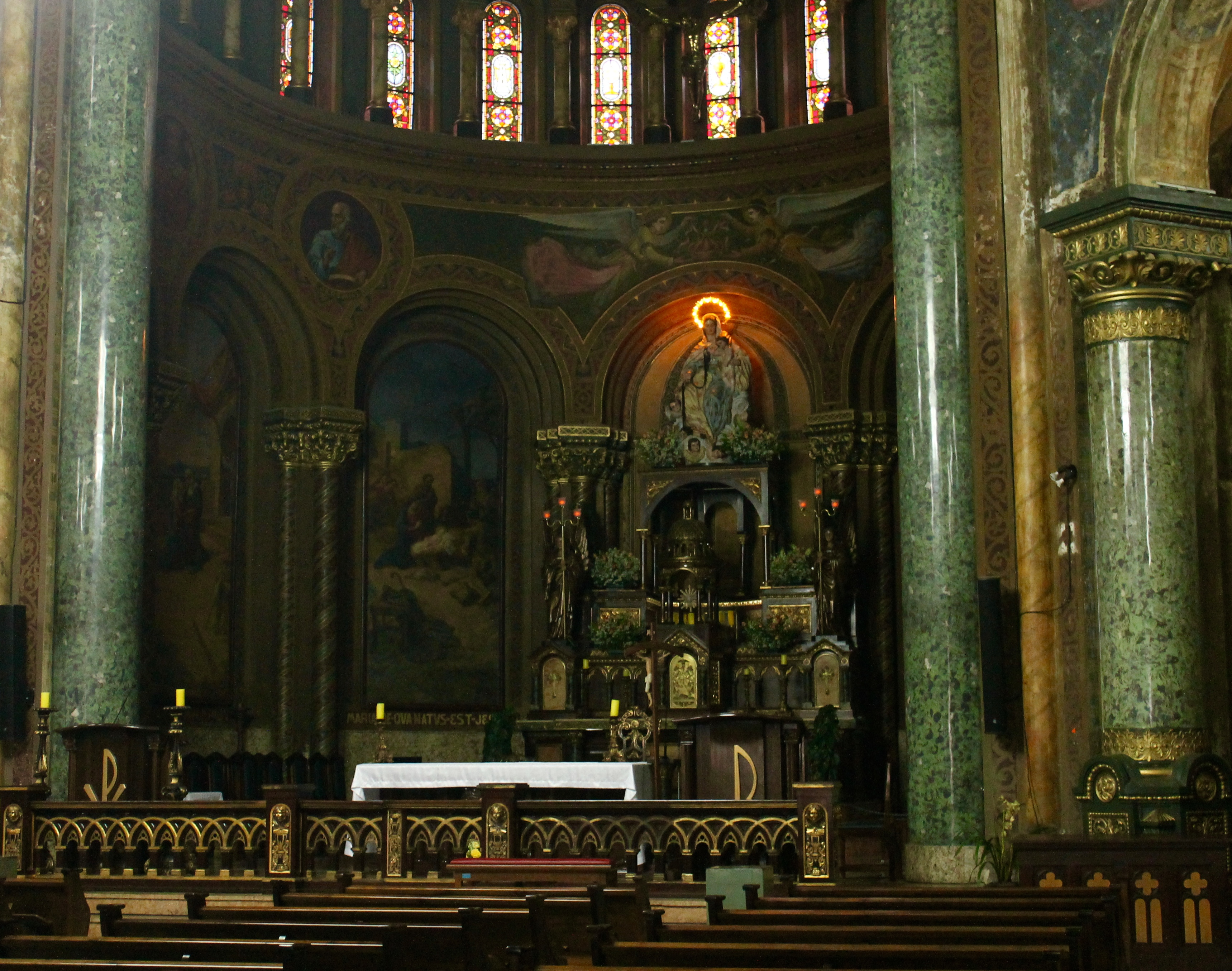
O Altar-mor da igreja, que um dia teve a escultura da Nossa Senhora da Consolação.

## Arquitetura
Com a permissão de Dom Mateus de Abreu Pereira, em 1801 iniciou-se o processo de construção da Igreja por meio de uma técnica denominada taipa, que consiste no uso de argila para a formação de paredes resistentes. Foi em 1840 que a Paróquia recebeu sua primeira reforma, ganhando assim a porta principal, cinco janelas, duas torres, duas entradas laterais, largas escadas e a frente do edifício.
Em 1909 iniciou-se o novo projeto da Igreja, assinado por Maximilian Emil Hehl, engenheiro-arquiteto formado pela Escola Politécnica de Hannover na Alemanha, e também autor do projeto de construção da Catedral Metropolitana de São Paulo. Com uma área muito maior que a da antiga igreja por conta do terreno anexo, a Paróquia demorou décadas para sua finalização e foi implementada com um estilo românico-bizantino gótico, as paredes externas formadas por blocos de pedra rústica e, internamente, não rebocadas. O telhado exposto por toda extensão da Igreja e com sua armação de madeira sustentando as telhas, e seu piso moldado por meio de tijolos pouco desgastados, além de seu altar-mor de madeira ser derivado da velha igreja demolida. Sua mesa de comunhão, seus confessionários e o púlpito são constituídos por tábuas, sua torre possui 75 metros de altura com seu relógio (confeccionado pela mesma empresa que fez o Big Ben), carrilhão de cinco sinos e, além de possuir ladrilhos em mosaico e mármore que desenham a fachada, a porta de entrada é trabalhada em ferro forjado batido. Quando construído era o maior de São Paulo, se a tecnologia da época permitisse ficaria junto às nuvens, próximo da palavra do Senhor.

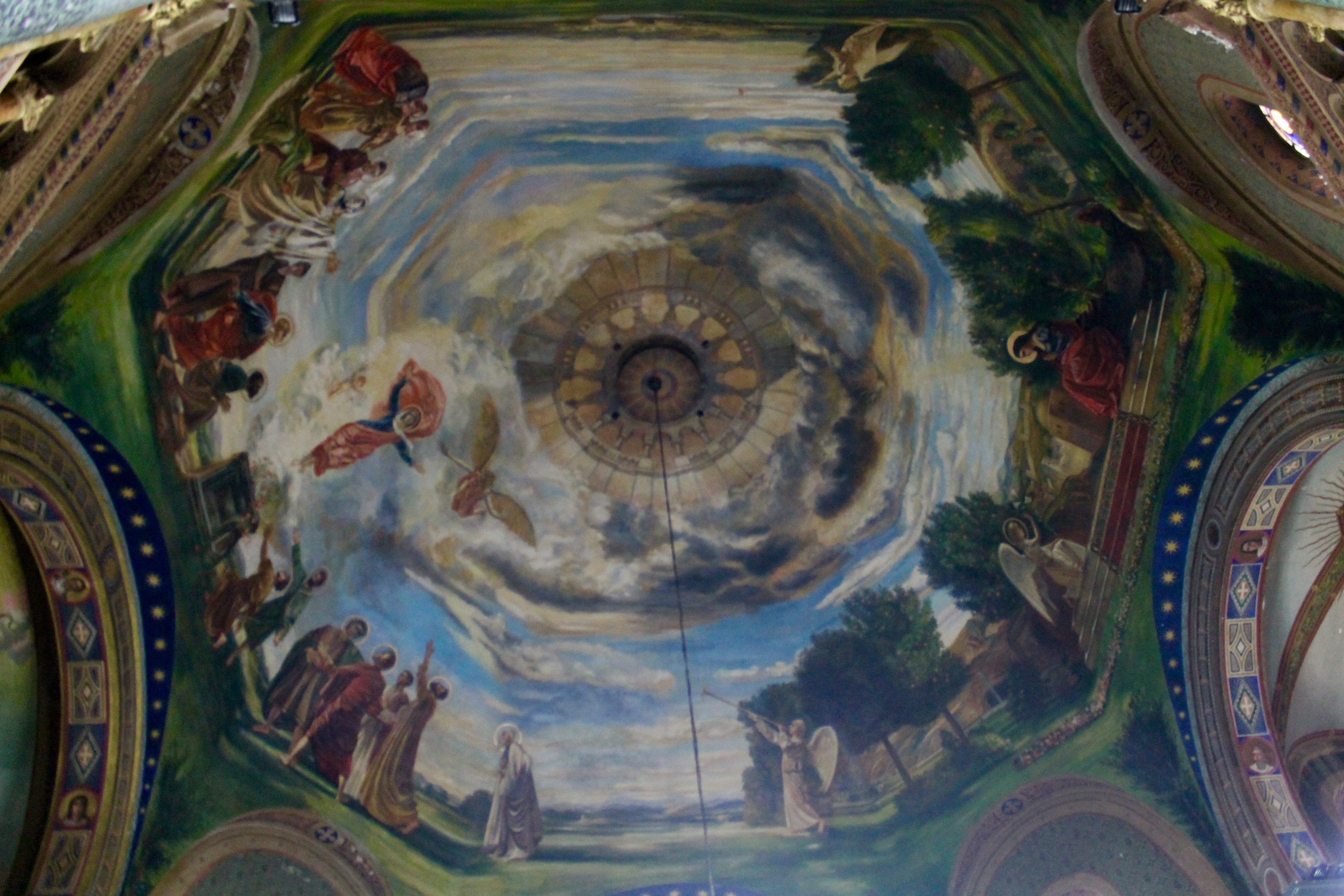
Pintura no teto central da igreja.

No interior da igreja é possível admirar vitrais coloridos constituídos de chumbo e vidro que são iluminados por meio do lustre central de cinco metros de diâmetro, realizado por ferro batido. Encomendados da Europa, o altar-mor é formado de carvalho, mármore branco e bronze, vindo diretamente de Paris, e o órgão de tubo relíquia da Itália. Suas paredes internas são decoradas com pinturas de passagens bíblicas, feitas por artistas como Oscar Pereira da Silva, autor de telas como "A Natividade", "Apresentação do Senhor" e "Visita de Santa Isabel", Benedito Calixto, que possui seis telas na Capela do Santíssimo, Hans Bauer e Edmundo Gagni.

## Ação Política
Além da ação de amparo dos morféticos, a Irmandade tem uma trajetória de resistência política. Como reflexo do Movimento Tenentista, nos anos 1920, houve um conflito decorrente do enfrentamento entre os tenentes e capitães das Forças Armadas, na tentativa de depor o presidente oligárquico Arthur Bernardes. O combate ficou conhecido como Revolução de 1924, o confronto entre os setores intermediários do exército e as tropas legalistas comandadas por Bernardes geraram um clima de insegurança para a sociedade paulistana. Falta de comida e bombardeios frequentes faziam parte da vida na cidade, por isso muito refugiaram-se em Campinas e em outras cidades do interior paulista. A parte da população que não podia arcar com a mudança, procurava locais seguros para se abrigar. Como a Igreja da Consolação, que improvisou um barracão a mandos do Monsenhor Bastos para alojar mais de 500 pessoas vindas de outros bairros, como o Cambuci, Mooca e Brás, e distribuía refeições para os abrigados dos bombardeios.
Durante o período da Ditadura Militar, a Paróquia, baseada nos princípios progressistas da Teologia da Libertação, foi contestadora do golpe como oposição. Inclusive, abrigando militantes de esquerda em seu prédio para realizarem reuniões - a prática era comum porque santuários são espaços públicos, com circulação de pessoas, e ao mesmo tempo, protegidos. Além de refúgio para os militares, a Paróquia da Consolação serviu de local de reunião dos familiares de desaparecidos políticos ou como local de abrigo durante as investidas violentas da polícia.